# أوسكار كليمنت
أوسكار كليمنت (بالإسبانية: Óscar Climent)‏ هو متسابق دراجات نارية إسباني، ولد في 26 يونيو 1992 في غانديا في إسبانيا.